# Ferdinand Wurzer (Chemiker)

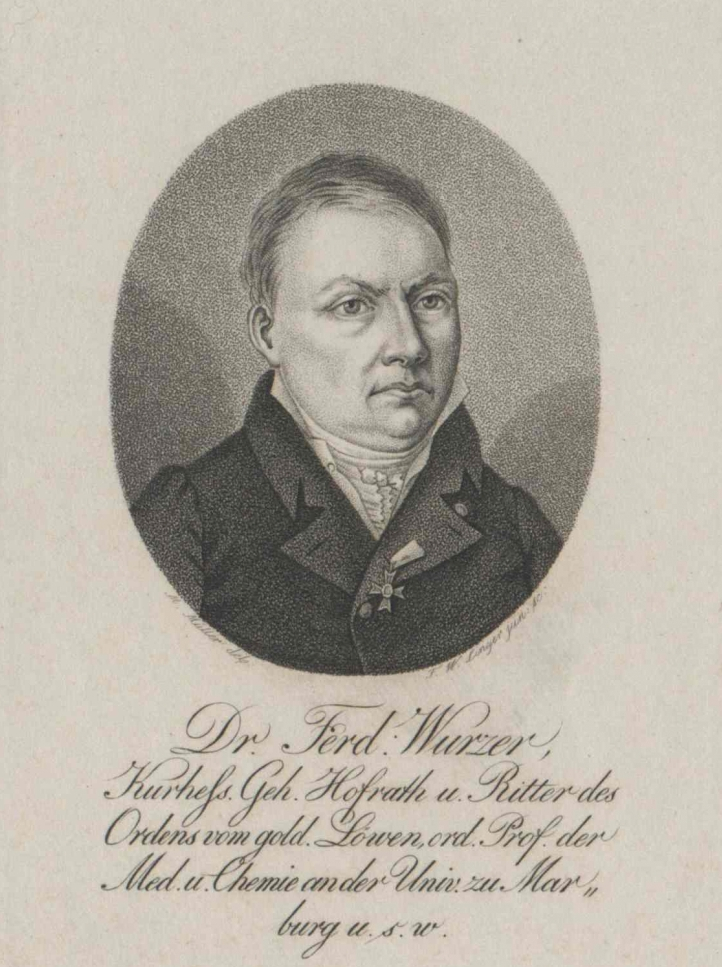

Ferdinand Wurzer (* 2. Juni 1765 in Brühl; † 30. Juli 1844 in Marburg) war ein deutscher Mediziner und Chemiker.

## Leben
Wurzer studierte zunächst Philosophie und später Medizin an der Kurkölnischen Akademie Bonn, an der er 1788 zum Dr. med. promoviert wurde. Er praktizierte als Arzt von 1789 bis 1794. Neben seiner Berufstätigkeit beschäftigte er sich aus Liebhaberei mit der Chemie. Anschließend hielt er Vorlesungen als Professor in Bonn bis 1797. In diesem Jahr wurde er Professor der Chemie an der neu errichteten Zentralschule in Bonn. Im Jahre 1805 wechselte er als Professor der Chemie und Medizin an die Universität Marburg. Wurzer gilt als Begründer des Faches Chemie an der dortigen Universität, deren Leiter als Prorektor er 1809, 1812, 1816 und 1821 viermal war.
Sein Neffe war der Arzt, Gutsbesitzer und Politiker Ferdinand Wurzer (1808–1875).

## Ehrungen
- 1792 Mitglied der Leopoldina[2]
- 1801 korrespondierendes Mitglied der Göttinger Akademie der Wissenschaften[3]
- 1819 Ritterkreuz des Goldenen Löwenordens wegen seiner Verdienste um die Universität Marburg[4]
- 1827 Assoziiertes Mitglied der Königlichen Akademie von Brüssel[5]
- 1834 Ehrenbürger von Marburg
- 1838 Dr. phil. h. c. der Universität Marburg
- 1904 wurde in Bad Godesberg eine Straße nach ihm benannt.[6]

## Werke
- Gedanken über die in Deutschland herrschende Theurung, nebst Vorschlägen dieselbe künftig abzuwenden. Barth in Komm., Leipzig 1805 Digitalisat
- Über das Gemeinnützige chemischer Kenntnisse. Bayrhoffer, Marburg 1805 Digitalisat